# 圣梅尔埃格利斯
圣梅尔埃格利斯（法語：Sainte-Mère-Église，法語發音：[sɛ̃t mɛʁ eɡliz]）是法国芒什省的一个市镇，属于瑟堡区。

## 历史
该市镇于2016年由原圣梅尔埃格利斯与市镇伯兹维尔欧普兰、谢夫迪蓬、埃科克内欧维尔和富卡尔维尔合并而成。2019年，市镇卡尔克比与拉沃诺维尔并入圣梅尔埃格利斯。
該鎮成名的主要原因是它是第二次世界大戰諾曼第登陸中盟軍解放的第一批城鎮，盟軍選中此地的原因是它位於法國13號國道的中間，德軍對登陸猶他和奧馬哈海灘的盟軍部隊進行任何重大反擊都可能會通過該地。1944年6月6日凌晨，美國第82空降師和第101空降師在波士頓作戰中攻佔了該地。

## 地理
圣梅尔埃格利斯（49°24'32"N, 1°19'4"W）面积52.27 平方千米，位于法国诺曼底大区芒什省，该省份为法国西北部沿海省份，西、北、东北三面环大西洋，东起顺时针与卡爾瓦多斯省、奧恩省、马耶讷省和伊勒-维莱讷省接壤。
与圣梅尔埃格利斯接壤的市镇（或旧市镇、城区）包括：弗雷维尔、讷维尔欧普兰、圣日耳曼德瓦尔维尔、圣马丹德瓦尔维尔、蒂尔克维尔、塞伯维尔、伯兹维尔-拉巴斯蒂耶、皮科维尔、阿泽维尔、圣马尔库夫、杜沃河畔列维尔、布洛维尔。
圣梅尔埃格利斯的时区为UTC+01:00、UTC+02:00（夏令时）。

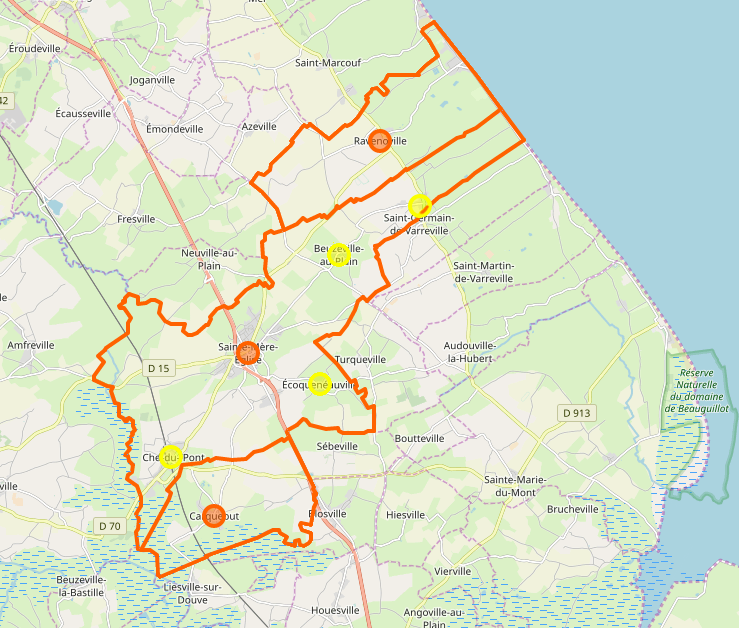
圣梅尔埃格利斯的OSM定位图

## 行政
圣梅尔埃格利斯的邮政编码为50480，INSEE市镇编码为50523。

## 政治
圣梅尔埃格利斯所属的省级选区为卡朗唐莱马赖县。

## 人口

1962-2008年间圣梅尔埃格利斯人口变化图示

圣梅尔埃格利斯于2022年1月1日时的人口数量为2910人。